# Mount Robsons provinspark
Mount Robsons provinspark är en stor provinspark i Canadian Rockies med en area om 2 249 km². Parken ligger helt inom British Columbia, och gränsar till Jaspers nationalpark i Alberta. British Columbias myndigheter skapade parken 1913, samma år som den första bergsbestigningen av Mount Robson skedde, delvis ledd av Conrad Kain.
Rekreationslederna byggdes 1913 av Donald "Curly" Phillips, längs Robson River till Berg Lake.
Från maj till september är ett besökscenter öppet alldeles söder om Mount Robson-utsiktsplatsen vid Yellowhead Highway. Den enda servicen inom parken är ett kombinerat kafé och bensinstation vid utsiktsplatsen.

För att ta sig till parken, följer man Yellowhead Highway 390 km västerut från Edmonton eller 290 km österut från Prince George.

## Världsarv
Mount Robson provinspark fick världsarvsstatus 1984 tillsammans med andra nationalparker och provinsparker under namnet Parker i kanadensiska Klippiga bergen, för bergslandskapen med bergstoppar, glaciärer, sjöar, vattenfall, kanjoner och sandstensgrottor samt fossilen som hittats här.